# جاي د. فولسوم
جاي د. فولسوم (بالإنجليزية: J. D. Folsom)‏ هو لاعب كرة قدم أمريكية أمريكي، ولد في 19 أغسطس 1984 في سالمون في الولايات المتحدة.

## وصلات خارجية
- جاي د. فولسوم على موقع مرجع كرة القدم المحترفة.كوم (الإنجليزية)